# 好酸球性血管性浮腫
好酸球性血管性浮腫（こうさんきゅうせいけっかんふしゅ、angioedema with eosinophilia）または好酸球性血管浮腫、グライヒ症候群とは、原因不詳の好酸球増多症などの症状を伴う血管性浮腫を呈する疾患のこと。未だ日本語名はないが、訳すと「好酸球増多症を伴う血管浮腫」。
（薬疹として、好酸球が増多し、血管浮腫がでることがあるが、医薬品医療総合機構は「血管性浮腫」ではなく「血管浮腫」という用語を使用させている。）

1984年にGleichらにより報告された血管性浮腫、好酸球増加、蕁麻疹、体重増加を繰り返す原因不明の疾患で、臓器障害を伴わない。日本では、20-30歳代の若い女性に好発する。

## 症状
- 対称性に両下肢の浮腫をきたすことが多い。上肢には浮腫を認めないことがほとんどである。

## 検査
- 血液検査

末梢血白血球分類で、好酸球増多症を認める。リウマチ因子や抗核抗体、CRPには異常を認めない。

## 治療
ステロイドに反応し、浮腫が軽減する。漸減することにより、治療を終了するが、反復して症状が出現することもある。